# Dumanoir
Pour les articles homonymes, voir Dumanoir (homonymie).
Philippe François Pinel Dumanoir, dit Dumanoir, né le 22 octobre 1806 à Capesterre-Belle-Eau et mort le 13 novembre 1865 à Pau, est un dramaturge et librettiste français.

## Biographie
Fils de Françoise Recordier et Guillaume Philippe Parfait Pinel Dumanoir, Dumanoir quitte la Guadeloupe en 1816, pour effectuer ses études au collège Bourbon, puis faire ses études de droit.
Sa licence en droit obtenue, il compose, en collaboration avec Julien de Mallian, son ami d’enfance à la Guadeloupe et condisciple aux écoles parisiennes, le Jour de médecine et la Cuisine au salon. Tous ont l’idée de leur pièce suivante, la Semaine des amours, signée des prénoms respectifs des auteurs : « Julien Philippe », après avoir assisté à une représentation de l'Héritière d’Eugène Scribe et Germain Delavigne au théâtre du Gymnase, et entendu le Hussard de Felsheim de Villeneuve, Saint-Hilaire et Dupeuty.
Après le succès de la Semaine des amours, les deux amis mettent fin à leur collaboration, et ne retravailleront plus ensemble que pour l'Homme qui bat sa femme, une bluette en 1 acte de 1832. Dumanoir signe un petit acte en vers, au Gymnase, l’École des Agneaux, mais ses plus grands succès ont été écrits en collaboration : Être aimé ou mourir avec Eugène Scribe, les Premières Armes de Richelieu avec Jean-François Bayard, Don César de Bazan, ou la Case de l’oncle Tom, avec Adolphe d'Ennery.
Auteur prolifique, il n’en a pas moins composé, en quarante ans, 194 pièces du type bleuette de vaudeville, seul ou en collaboration, notamment avec Mélesville, Anicet-Bourgeois, ou Clairville, avec qui il a composé des pièces « aristophanesques ». Il collabore également, un temps, avec Dumas père à une pièce intitulée les Deux Serments, qui n'a jamais vu le jour.
Très réceptif au gout du public, il a su en capter l’évolution, pour produire des pièces en accord avec l’air du temps, et devenir l’un des auteurs les plus estimés de sa génération. Lors de la vogue du drame historique, il donne successivement le Cabinet de Lustucru, les Premières Armes de Richelieu, le Vicomte de Létorières, et plus tard, Gentil Bernard. À l’heure du règne presque sans partage du drame romantique, il collabore, en 1844, à de Don César de Bazan, à la demande de Frédérick Lemaître, qui en fera un chef-d’œuvre. Son flair lui a également valu la bonne fortune de voir successivement créer les principaux rôles de ses pièces par les autres artistes étoiles de son temps, comme Virginie Déjazet, Hugues Bouffé, ou Rose Chéri dans Clarisse Harlowe.
Le succès de ses pièces lui assure de confortables revenus. De 1836 à 1839, il dirige du théâtre des Variétés. Il est également l'auteur de livrets d'opéras ou de ballets comme Griseldis ou les Cinq Sens, musique d’Adolphe Adam et chorégraphie de Joseph Mazilier (1848).
Malade, ses médecins parisiens l’avaient envoyé à Pau, où il est mort quinze jours plus tard. Il avait épousé une actrice des Variétés, Caroline Olivier (1817-1893), qui lui a donné quatre filles, Geneviève, Berthe, Lucie et Marie.

## Œuvre

### Théâtre

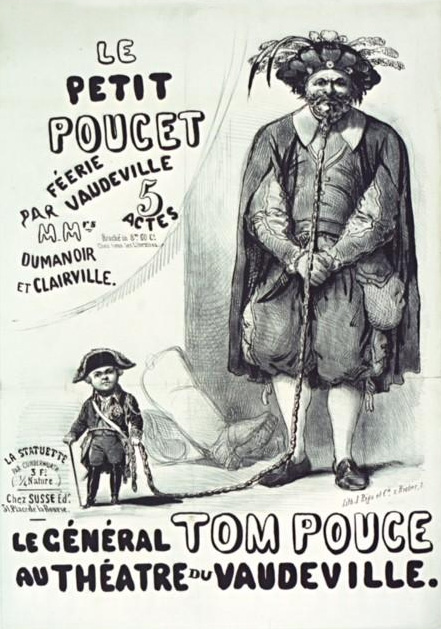
Le Petit Poucet par MM Dumanoir et Clairvile ; Le général Tom Pouce au théâtre du Vaudeville.

- 1828 : Le Jour de médecine, vaudeville en un acte, avec Gustave Dalby et Julien de Mallian.
- 1828 : La Cuisine au salon, ou le Cuisinier et le marmiton, pièce en 1 acte, mêlée de couplets, avec Mallian.
- 1828 : La Semaine des amours, roman vaudeville en 7 chapitres, avec Mallian.
- 1833 : Sophie Arnould, avec Adolphe de Leuven et Pittaud de Forges, théâtre du Palais Royal.
- 1833 : Une fille d'Ève, comédie-vaudeville en 1 acte, avec Camille Pillet) (OCLC 504056310).
- 1834 : Turiaf-le-Pendu, comédie en un acte, avec Julien de Mallian, théâtre des Variétés.
- 1835 : La Fiole de Cagliostro, avec Anicet-Bourgeois et Édouard Brisebarre, théâtre du Palais Royal.
- 1835 : Un de ses frères, souvenir historique de 1807, avec Julien de Mallian.
- 1835 : Discrétion, comédie-vaudeville en un acte, avec Camille Pillet.
- 1835 : La Savonnette impériale, comédie-vaudeville en 2 actes, avec Auguste Anicet-Bourgeois, théâtre du Palais-Royal.
- 1836 : La Marquise de Prétintaille, avec Jean-François Bayard, théâtre du Palais Royal.
- 1837 : Le Chevalier d’Éon, avec Jean-François Bayard, théâtre des Variétés.
- 1838 : Madame et Monsieur Pinchon, avec Jean-François Bayard et Adolphe d'Ennery, théâtre des Variétés.
- 1838 : La Maîtresse de langues, avec Adolphe de Leuven et Henri de Saint-Georges, théâtre du Palais Royal.
- 1838 : Pierre d'Arezzo, drame en 3 actes, avec Adolphe d'Ennery, théâtre de l'Ambigu-Comique.
- 1839 : Les Premières Armes de Richelieu, avec Jean-François Bayard, théâtre du Palais Royal.
- 1839 : La Canaille, comédie-vaudeville en 3 actes,, avec Théophile Marion Dumersan, théâtre des Variétés.
- 1839 : Les Avoués en vacances, avec Jean-François Bayard), comédie-vaudeville en 2 actes, théâtre du Palais Royal.
- 1840 : Indiana et Charlemagne, avec Jean-François Bayard, théâtre du Palais Royal.
- 1840 : Marcelin, drame en trois actes, avec Jean-François Bayard, Théâtre du Vaudeville.
- 1841 : Mademoiselle Sallé, avec Jean-François Bayard et Saintine, théâtre du Palais Royal.
- 1841 : Le Vicomte de Létorières, avec Jean-François Bayard, théâtre du Palais Royal.
- 1842 : Le Capitaine Charlotte, avec Jean-François Bayard, théâtre du Palais Royal.
- 1842 : La Nuit aux soufflets, avec Adolphe d'Ennery, théâtre des Variétés.
- 1842 : Les Deux Couronnes, avec Jean-François Bayard, théâtre du Palais Royal.
- 1842 : La Vendetta, avec Paul Siraudin, théâtre des Variétés.
- 1842 : Ma maîtresse et ma femme, comédie-vaudeville en un acte,, avec Adolphe d'Ennery, théâtre des Variétés.
- 1842 : La Dragonne, avec Hippolyte Le Roux), comédie en deux actes, théâtre du Palais Royal.
- 1843 : Brelan de troupiers, avec Étienne Arago), comédie-vaudeville en un acte, théâtre du Palais Royal.
- 1843 : Le Capitaine Roquefinette, avec Adolphe d'Ennery, théâtre des Variétés.
- 1843 : Les Hures-Graves, avec Clairville et Siraudin, théâtre du Palais Royal.
- 1844 : Don César de Bazan, avec Adolphe d'Ennery, théâtre de la Porte-Saint-Martin.
- 1844 : Carlo et Carlin, avec Mélesville, théâtre du Palais Royal.
- 1845 : Boquillon à la recherche d'un père, comédie-vaudeville en trois actes, avec Jean-François Bayard, théâtre des Variétés.
- 1845 : Porthos à la recherche d'un équipement, comédie-vaudeville en un acte, avec Auguste Anicet-Bourgeois et Brisebarre, Théâtre du Vaudeville.
- 1845 : Le Petit Poucet, comédie-vaudeville en cinq actes, avec Clairville et le Général Tom Thumb en Poucet, Théâtre du Vaudeville (OCLC 691400304).
- 1845 : Le Code des femmes, théâtre du Palais Royal.
- 1845 : Les Pommes de terre malades, revue de l'année 1845: en trois actes, avec Clairville, théâtre du Palais Royal.
- 1846 : Le Docteur noir, avec Auguste Anicet-Bourgeois, théâtre de la Porte-Saint-Martin.
- 1846 : La Baronne de Blignac, comédie en un acte, avec Eugène Nyon, théâtre des Variétés.
- 1846 : Gentil-Bernard ou l'Art d'aimer, comédie en cinq actes, avec Clairville, théâtre des Variétés.
- 1846 : Clarisse Harlowe, drame en trois actes, mêlé de chant, avec Clairville et Guillard, Théâtre du Gymnase-Dramatique.
- 1847 : Léonard le perruquier, en quatre actes,, avec Clairville, théâtre des Variétés.
- 1848 : Les Parades de nos pères, en 3 tableaux,, avec Clairville et Jules Cordier, théâtre Montansier.
- 1848 : Les Lampions de la veille et les Lanternes du lendemain : revue de l'année 1848, en 5 tableaux,, avec Clairville, théâtre Montansier (OCLC 796677060).
- 1849 : Les Marraines de l'an trois, en trois actes et 4 tableaux,, avec Clairville, théâtre Montansier (OCLC 6701844).
- 1849 : Exposition des produits de la République, vaudeville en 3 actes et 5 tableaux, avec Eugène Labiche et Louis Clairville, théâtre du Palais-Royal.
- 1850 : Lully ou les Petits Violons de Mademoiselle, avec Clairville, théâtre des Variétés.
- 1850 : Le Bourgeois de Paris, ou les leçons au pouvoir, comédie-vaudeville en 3 actes, avec Clairville et Jules Cordier, théâtre du Gymnase-Dramatique.
- 1851 : Belphégor, vaudeville fantastique en un acte, théâtre Montansier.
- 1852 : Les Coulisses de la vie, avec Clairville), comédie-vaudeville en 5 actes, théâtre du Palais Royal.
- 1852 : La Femme aux œufs d'or, avec Clairville, théâtre du Palais Royal.
- 1853 : Le Caporal et la Payse ou Le vieux Caporal, avec Adolphe d'Ennery, théâtre de la Porte-Saint-Martin.
- 1853 : Les Folies dramatiques, avec Clairville), comédie en cinq actes, théâtre des Variétés.
- 1853 : La Case de l'oncle Tom d'Adolphe d'Ennery et Dumanoir, théâtre de l'Ambigu-Comique.
- 1854 : La Marquise de Tulipano, avec Édouard Lafargue), comédie-vaudeville en deux actes, théâtre du Palais Royal.
- 1854 : Les 500 diables, avec Adolphe d'Ennery, féerie en trois actes, théâtre de la Gaîté.
- 1855 : Le Sergent Frédéric, avec Louis-Émile Vanderburch), comédie-vaudeville en cinq actes, théâtre de la Gaîté.
- 1855 : Le Camp des bourgeoises, comédie en un acte, Théâtre du Gymnase.
- 1856 : Les Toilettes tapageuses, comédie en 1 acte, mêlée de couplets, théâtre du Gymnase.
- 1857 : Les Bourgeois gentilshommes, comédie en 3 actes, en prose, théâtre du Gymnase.
- 1858 : La Balançoire, comédie en 1 acte, avec Édouard Lafargue, théâtre du Gymnase.
- 1861 : Le Gentilhomme pauvre, comédie en 2 actes, en prose, avec Édouard Lafargue, Théâtre du Gymnase(OCLC 457314145).
- 1862 : Les Invalides du mariage, comédie en 3 actes, avec Édouard Lafargue, Théâtre du Gymnase.
- 1863 : La Maison sans enfants, comédie en 3 actes, Théâtre du Gymnase. — Représentée pour la première fois au théâtre du Gymnase, le 26 mars 1863, la pièce a été publiée chez Michel Lévy frères en 1863

### Opéra et ballet
- 1840 : La Perruche, opéra-comique en 1 acte, avec Louis Clapisson et Jean-Henri Dupin.
- 1848 : Griseldis ou les Cinq Sens, ballet d'Adolphe Adam.
- 1858 : Les Chaises à porteurs, opéra-comique de Victor Massé en un acte, avec Clairville) (OCLC 758725147).

## Adaptation cinématographiques
- 1909 : La Maison sans enfant, film muet français de Georges Monca, avec Pierre Magnier, Marguerite Ninove et Georges Flateau.
- 1916 : La Maison sans enfant court-métrage anonyme avec Emmy Lynn et Henry Roussel.
- 1923 : La Danseuse espagnole, film muet américain de Herbert Brenon, avec Pola Negri, Antonio Moreno et Wallace Beery.
- 1923 : Rosita, film muet américain d'Ernst Lubitsch et Raoul Walsh (non crédité), avec Mary Pickford, Holbrook Blinn, Irene Rich et George Walsh.
- 1946 : Don César de Bazan, film italien de Riccardo Freda, avec Gino Cervi, Anneliese Uhlig (en) et Enrico Glori.
- 1989 : Don César de Bazan, film russe de Yan Frid, avec Mikhaïl Boïarski, Natalia Lapina (ru) et Anna Samokhina.